# Live Forever (пісня Oasis)
Live Forever (укр. Жити вічно) — пісня англійського бритпоп-гурту Oasis, написана Ноелом Ґаллагером. Ґаллагер написав пісню 1991 року, ще перед тим, як приєднався до Oasis. Композиція має традиційну пісенну структуру з оптимістичним текстом, що різко контрастує з похмурим світосприйняттям грандж-гуртів, особо популярних на той час.
Пісня стала першим синглом Oasis, який увійшов у першу десятку у Великій Британії та одержав визнання критиків. Її інтерпретують як оду матері братів Ґаллагерів, Пеггі. Загалом текст пісні передає життєствердне послання.
Ноел Ґаллагер пояснював, що пісня «була написана в час розквіту гранджу, і, я пам'ятаю, у Nirvana була пісня „I Hate Myself and Want to Die“ (укр. Я ненавиджу себе та хочу померти), і я був типу… 'У мене нема такого відчуття', як би я його не любив [фронтмена Nirvana Курта Кобейна] та все інше, у мене нема такого відчуття. Я не розумію людей, які ходять довкола, обдовбані героїном, і кажуть, що вони ненавидять себе та хочуть померти. Це тупо. Дітям не треба цього чути». Хоча Ґаллагер заявив, що він ненавмисно написав «Live Forever» як пряму відповідь музиці Nirvana (будучи відкритим шанувальником гурту), він протиставив життя Кобейна та його гурту на той момент: «Мені здається, він був хлопцем, у якого було все, і тому він був нещасним. І що тільки з нами не траплялося, я все ще думаю, що прокидатися щоранку — це найчудовіша річ у світі, адже ти не знаєш, як ти в підсумку закінчиш цей день. Це страшенно круто».
Особливу увагу Ґаллагер звертав на рядок «We see things they'll never see» (укр. Ми бачимо те, що інші ніколи не побачать), вважаючи його центральним у пісні. Він пояснював це як згадку про старих друзів, з якими вони сміялися з жартів та історій, що «ніхто інший не зрозуміє».

## Учасники запису
- Ліам Ґаллагер — вокал
- Ноел Ґаллагер — лід-гітара, бек-вокал
- Пол Артурс — ритм-гітара
- Пол МакГіган — бас-гітара
- Тоні МакКеролл — ударні

## Позиція в чартах
| Чарт (1994—95)                      | Позиція |
| ----------------------------------- | ------- |
| Canadian RPM Singles Chart          | 70      |
| Scottish Singles Chart              | 4       |
| UK Singles Chart                    | 10      |
| US Billboard Hot 100 Airplay        | 39      |
| US Billboard Mainstream Rock Tracks | 10      |
| US Billboard Modern Rock Tracks     | 2       |